# Alonso Miguel de Tovar

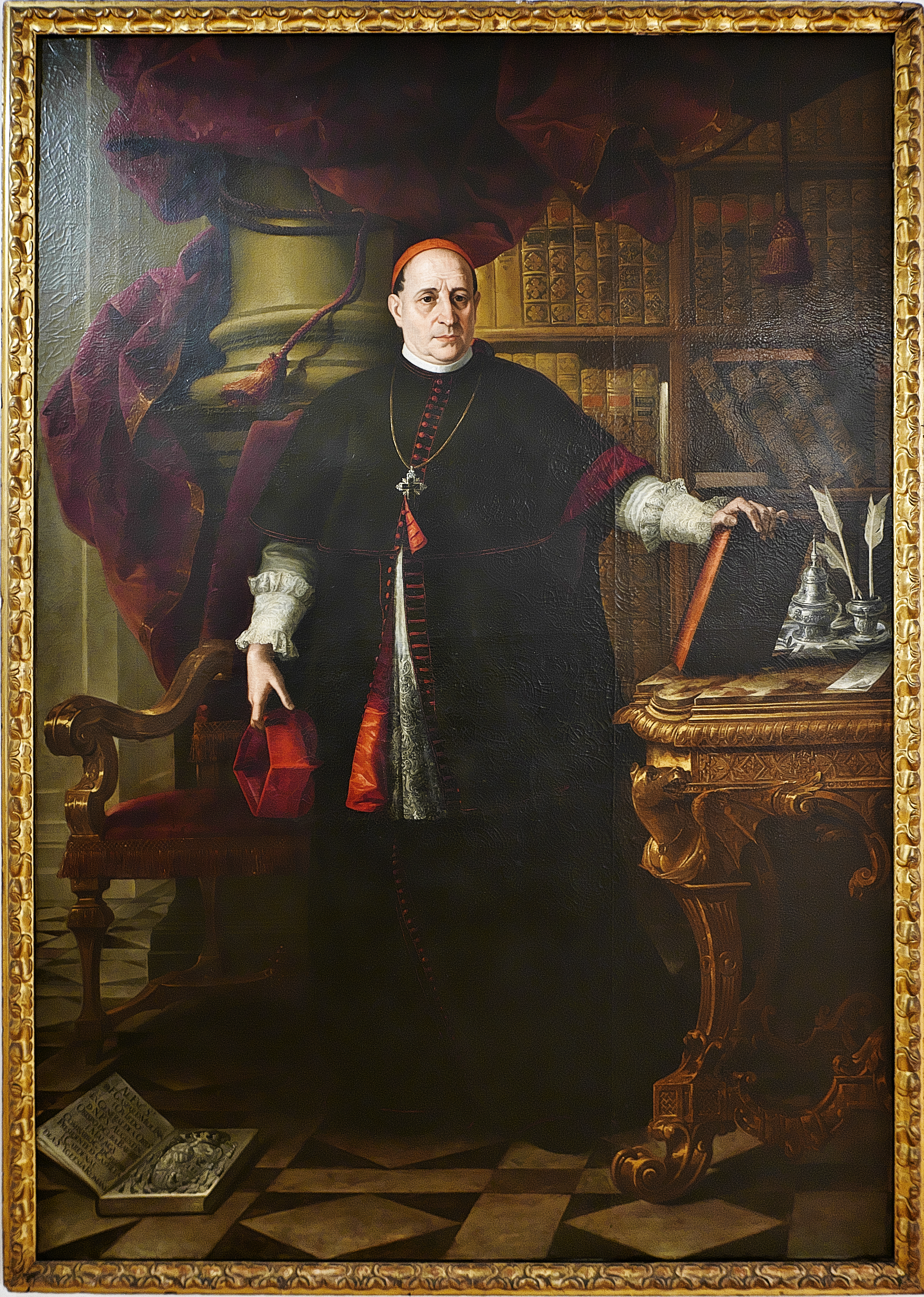
Alonso Miguel de Tovar, porträtt av kardinal Gaspar de Molina y Oviedo.

Don Alonso Miguel de Tovar, född i maj 1678 i Higuera, död den 11 september 1752 i Madrid, var en spansk målare.
Tovar var lärjunge till Juan Antoio Fajardo och blev 1729 hovmålare i Madrid. Han utbildade sig genom studium av Murillo, vilken han dels kopierade på ett förvillande sätt, dels efterhärmade i egna arbeten. Av hans hand finns kopior efter Murillo spridda kring världen. Av hans egna arbeten är de förnämsta Madonnan med barnet och Madonnan uppenbarande sig för den helige Franciskus (bägge i San Fernandos akademi i Madrid), Josef med Kristusbarnet (i Berlin) samt, främst, en berömd "helig familj", kallad Nuestra señora del Consuelo (i Sevillas katedral). Tovar är ett bevis på hur lång tid efter Murillos död inflytandet från hans skola ännu fortlevde.